# La Caletta
La Caletta (Sa Calitta in sardo) è una frazione della città di Siniscola, nella Sardegna centro-orientale.
Conta circa duemila abitanti che si dedicano principalmente ad attività turistiche, commerciali e pesca.
È un'ambita meta estiva grazie alla lunghissima spiaggia, al porto turistico e alla posizione (50 km circa sia da Nuoro, che da Olbia). È quindi possibile raggiungere sia le zone a nord che a sud della costa orientale sarda.

## Storia
Gli abitanti del borgo, nell'Ottocento, chiamavano il luogo Pedras Nieddas (cioè "pietre nere").
Secondo Dionigi Panedda, nella zona della torre cinquecentesca di San Giovanni, nel comune di Posada, era localizzato il porto medievale di La Caletta, costituito da un approdo naturale, chiamato all'epoca dei giudicati sardi San Giovanni di Portunono (cioè "porto nuovo").
È sulla spiaggia della Caletta che lo scrittore francese André Pieyre de Mandiargues ha ambientato il suo romanzo Il giglio di mare (1956).

## Galleria d'immagini

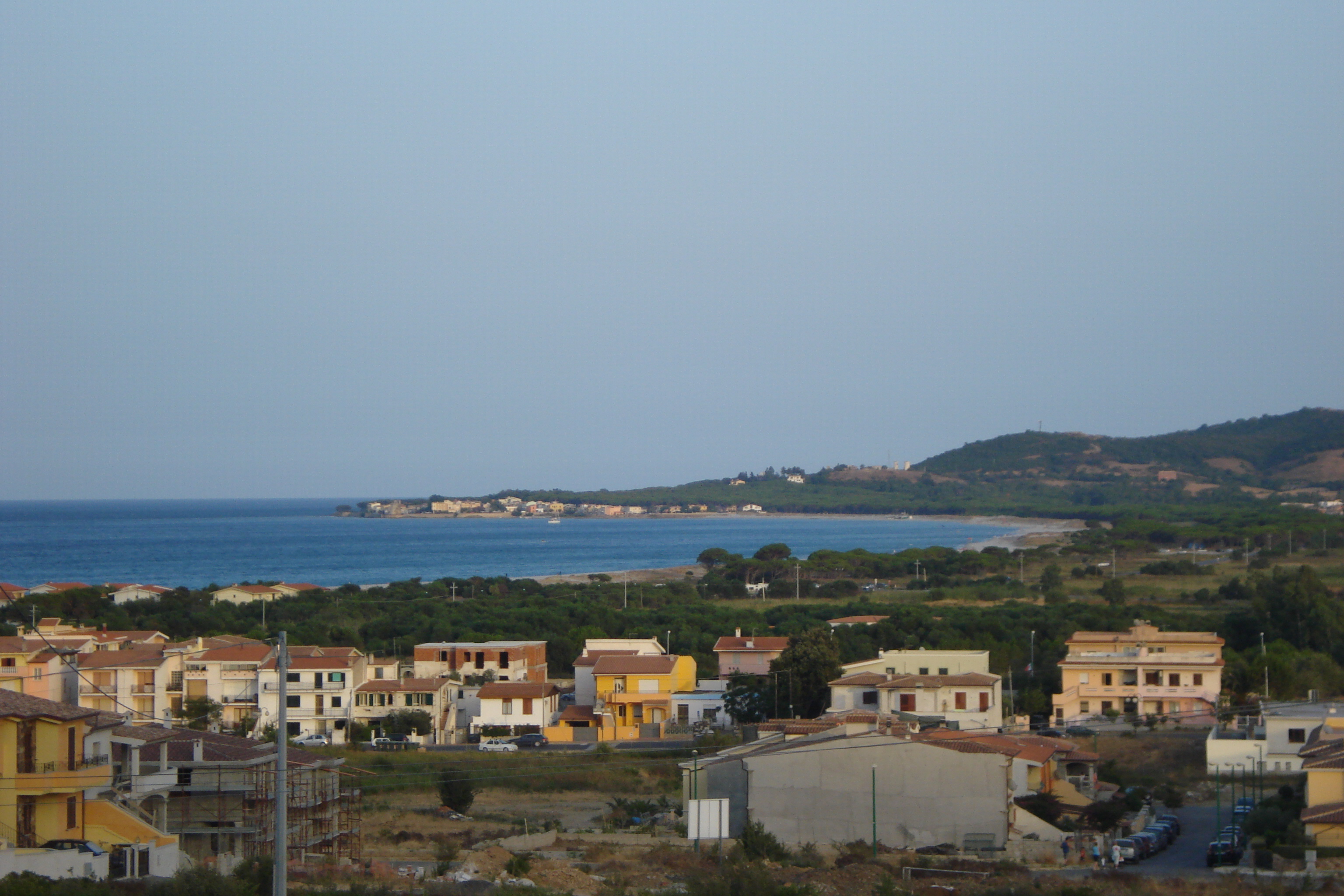
Vista di alcune zone della Caletta
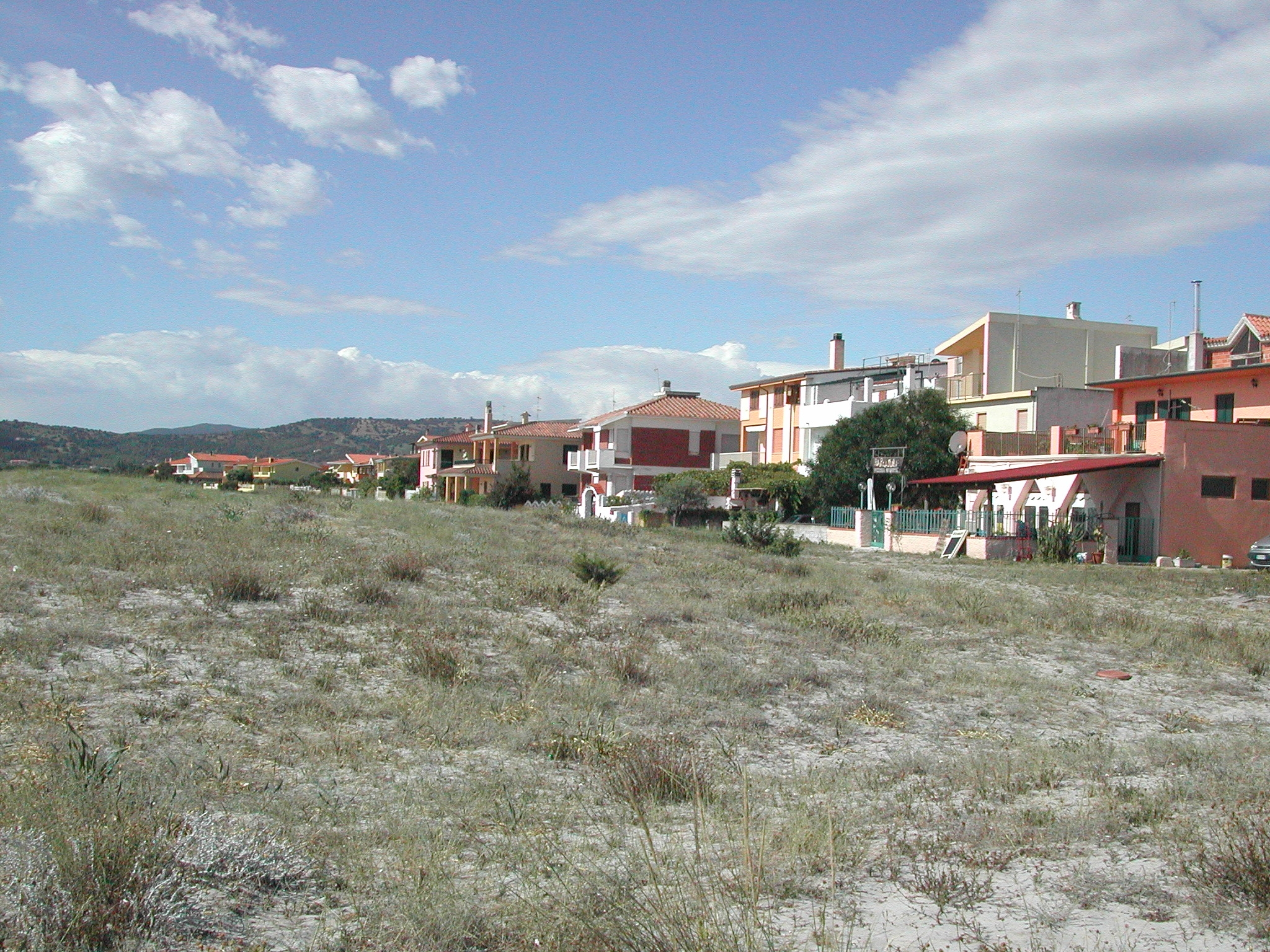
Un quartiere della Caletta
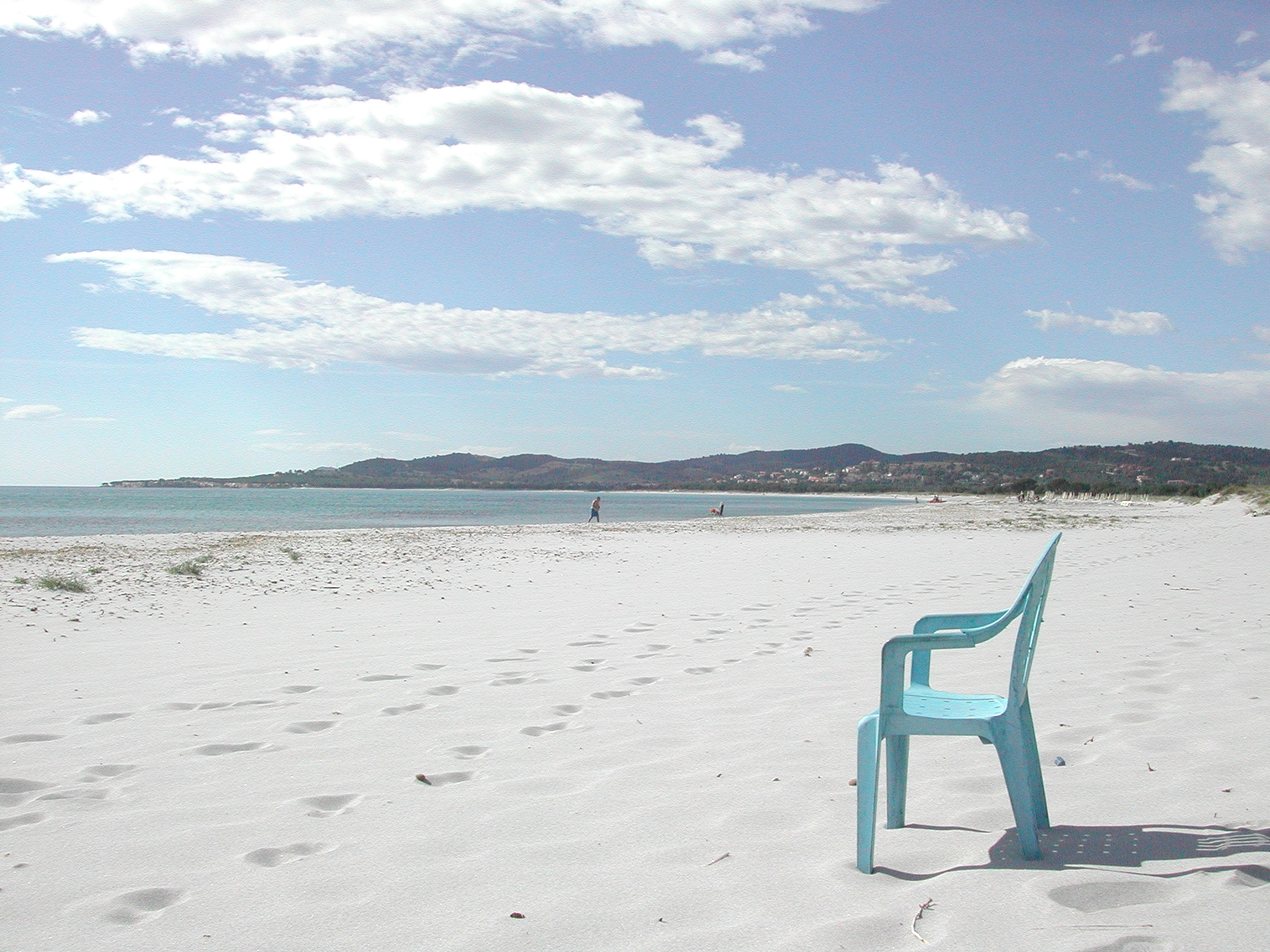
La spiaggia